# Micromus lanosus
Micromus lanosus är en insektsart som först beskrevs av Zeleny 1962.  Micromus lanosus ingår i släktet Micromus och familjen florsländor. Inga underarter finns listade i Catalogue of Life.